# Ugo Moriano
Ugo Moriano (Imperia, 21 giugno 1959) è uno scrittore italiano, specializzato nei generi letterari del "giallo ligure", del giallo storico e del fantasy, finalista al Premio Bancarella 2013 con il romanzo L'ultimo sogno longobardo e vincitore del IV Premio Letterario Internazionale Montefiore con il romanzo L'inganno del tempo.

## Biografia
Ugo Moriano vive a Imperia. Dopo aver lavorato nelle Ferrovie dello Stato, nel 1993 è diventato un impiegato amministrativo del Comando dei Vigili del Fuoco di Imperia. Dopo alcuni racconti pubblicati sul web, nel maggio del 2008 con la Fratelli Frilli Editori di Genova esce in libreria con il suo primo romanzo, un noir intitolato Il ricordo ti può uccidere.
Nel giugno del 2009 sempre con Frilli ha pubblicato L'alpino disperso, altro romanzo di suspense.
Nel giugno del 2010 esce il terzo romanzo intitolato A Sanremo si gioca sporco.
Nel maggio del 2011 Moriano pubblica ancora un romanzo noir con Frilli: Sospetti dal passato. Nel giugno del 2011 è uscito il quinto romanzo, questa volta per l'editore Coedit. Intitolata Arnisan il longobardo, l'opera è un thriller storico.
Nell'estate del 2009 e in quella del 2011 i primi due romanzi, Il ricordo ti può uccidere e L'alpino disperso, sono stati ripubblicati nella collana super economica di Frilli distribuita in edicola insieme al quotidiano genovese Il Secolo XIX.
Ugo Moriano nel corso degli anni ha inoltre partecipato a vari eventi e manifestazioni di carattere letterario, tra cui la kermesse Imperia in Giallo 2009 con Gianni Biondillo e Cristina Rava, la rassegna Leggere d'Estate 2010 (sempre a Imperia) con Giancarlo Narciso e Fabio Beccacini e il Festival dei Saperi 2011 di Pavia.
Nell'aprile del 2012 Moriano pubblica il suo quinto romanzo giallo con Frilli, un'opera intitolata L'arte del delitto . Nell'ottobre successivo è uscito il settimo romanzo, per la seconda volta l'editore è Coedit. Intitolato L'ultimo sogno longobardo.
Nel novembre del 2013 è uscito l'ottavo romanzo, per la terza volta l'editore è Coedit. Intitolato Il diamante di Kindanost. Il romanzo è primo fantasy dell'autore e si è classificato al terzo posto al Premio Letterario Internazionale Città di Cattolica.
Nel maggio del 2014 sempre con Frilli ha pubblicato il nono romanzo L'inganno del tempo. Nel novembre sempre del 2014 è uscito il decimo romanzo, per la quarta volta l'editore è Coedit. Intitolato Gnorff & Lenst.
Nel maggio del 2015 sempre con Frilli ha pubblicato l'undicesimo romanzo Antiche amicizie.
Nel novembre 2015 è arrivato sugli scaffali delle librerie il dodicesimo romanzo, edito dalla COEDIT, intitolato Sangue longobardo.
Nel maggio 2016 è stato pubblicato, edito dalla Fratelli Frilli Editori, Radici lontane.
Nel maggio 2017 è uscito il quattordicesimo romanzo, edito dalla Fratelli Frilli Editori, intitolato Prospettive diverse. L'opera è un romanzo noir.
Nel maggio del 2018 è stato pubblicato un altro romanzo, intitolato Attacco dal cielo - Droni, il primo del ciclo dedicato alle indagini internazionali di Umberto Gamondo. A novembre dello stesso anno, è stato pubblicato il secondo romanzo del ciclo dedicato alle indagini internazionali di Umberto Gamondo, intitolato Agguato a Monte Carlo.
Nel maggio del 2019, è stato pubblicato un altro romanzo, il terzo del ciclo dedicato alle indagini internazionali di Umberto Gamondo: Il segreto del confessionale, edito dalla Coedit.
Nel 2020 è uscito l'ebook Aitana, edito dalla Coedit, un racconto prequel di L'angelo del dolore.
Nel giugno del 2020, è stato pubblicato un altro romanzo, il quarto del ciclo dedicato alle indagini internazionali di Umberto Gamondo: L'angelo del dolore, edito dalla Coedit. 
Nel settembre 2021 ha inizio un nuovo ciclo dal titolo La stirpe della Sindone, con l'uscita del libro Il re della gloria. 
Nel maggio del 2022, è stato pubblicato un altro romanzo, relativo alla settima indagine di Ardoino e Vassallo: Escursione Fatale, edito dalla Fratelli Frilli.
Nel giugno del 2023, è uscito un nuovo libro relativo a una nuova indagine di Ardoino e Vassallo: Omicidi alla Pigna di Sanremo, edito dalla Fratelli Frilli.
Nel novembre del 2023, è stato pubblicato un nuovo romanzo, edito dalla Coedit: Il Ritorno - I protettori dell'avvento. 
Nel giugno del 2024, è stato pubblicato un altro romanzo dedicato alle indagini di Ardoino e Vassallo: Oltre ogni ragionevole dubbio, edito dalla Fratelli Frilli. 
Nel giugno del 2025, è stato pubblicato un nuovo romanzo, edito da Leucotea: Il Diario Misterioso, La Compagnia del Tempo.

## Opere

### Film

#### Il Ritorno - I protettori dell'avvento
Nell’eterna e incessante lotta del Bene contro il Male, dove l’ordito delle tragiche trame sembrano non avere un inizio o una fine, un pugno di uomini sorretti dalla fede, appartenenti al millenario Ordine di Sant’Andrea, mettono la propria vita al servizio del Nuovo Avvento.
La storia si dipana tra l’inizio del primo e del secondo millennio. Dieci cardinali, sotto la guida del Primochiamato, devono proteggere, grazie a una spada benedetta nelle acque del Giordano, il ritorno del Salvatore quando, durante il primo anno di vita, essendo Egli completamente umano, è totalmente indifeso rispetto alle insidie del demonio.
La loro devozione e spirito di sacrificio sono incrollabili, ma la forza di Lucifero non ha confini e ben presto ognuno di essi dovrà trovare la forza per affrontare il proprio destino.
Riconoscimenti:
- Vesuvius International Film Festival: selezione e finalista per il miglior film esordiente
- Golden Girafe International Film Festival (Nizza): selezione per la regia di un esordiente
- Luleå International Film Festival (Svezia): selezione come miglior cortometraggio esordiente

### Romanzi

#### Ciclo dei longobardi
- Arnisan il longobardo, 2011, COEDIT
- L’ultimo sogno longobardo, 2012, COEDIT
- Sangue longobardo, 2015, COEDIT

#### Ciclo degli ispettori
- Sospetti dal Passato, 2011, Fratelli Frilli Editori
- L’arte del delitto, 2012, Fratelli Frilli Editori
- L’inganno del tempo, 2014, Fratelli Frilli Editori
- Antiche amicizie, 2015, Fratelli Frilli Editori
- Radici lontane, 2016, Fratelli Frilli Editori
- Prospettive diverse, 2017, Fratelli Frilli Editori
- Escursione Fatale, 2022, Fratelli Frilli Editori
- Omicidi alla Pigna di Sanremo, 2023, Fratelli Frilli Editori
- Oltre ogni ragionevole dubbio, 2024, Fratelli Frilli Editori

#### Ciclo dei carabinieri
- Attacco dal cielo, 2018, COEDIT
- Agguato a Monte Carlo, 2018, COEDIT
- Il segreto del confessionale, 2019, COEDIT
- L’angelo del dolore, 2020, COEDIT

#### Ciclo "La stirpe della Sindone"
- Il re della gloria, 2021, COEDIT

#### Romanzi autonomi
- Il ricordo ti può uccidere, 2008, Fratelli Frilli Editori
- L’alpino disperso, 2009, Fratelli Frilli Editori
- A Sanremo si gioca sporco, 2010, Fratelli Frilli Editori
- Il diamante di Kindanost, 2013, COEDIT
- Gnorff & Lenst, 2014, COEDIT
- Il Diario Misterioso - La Compagnia del Tempo, 2025, Edizioni Leucotea

### Racconti
- Le streghe di Villa Grock
- Aitana (ebook racconto edito dalla Coedit)
- Gli incunaboli scomparsi
- La vera storia della scoperta del fuoco
- Il Ritorno
- Ritrovarsi - Pubblicato nell'antologia I racconti del treno
- Il testamento scomparso - Pubblicato nell'antologia Una finestra nel noir
- Cambiamenti climatici - pubblicato nell'antologia Liguri per sempre

## Riconoscimenti
- Premio Milano International 2022 - Romanzo inedito "Il ritorno" - 1º Classificato
- Premio Selezione 61º Premio Bancarella 2013 - 5º classificato
- Premio letterario internazionale città di Cattolica - 3º classificato
- Premio letterario internazionale Montefiore - 1º Classificato
- World Literary Prize - Premio speciale della critica